# Fernando González Bernáldez
Fernando González Bernáldez, né à Salamanque le 8 mars 1933 et mort à Madrid le 16 juin 1992, est un écologiste espagnol, pionnier de l'écologie terrestre en Espagne.

## Biographie

### Enfance et jeunesse
Bernáldez grandit à Salamanque. Dès son jeune âge, il se montre doué pour le dessin. Lorsqu'il chasse les papillons avec son père, il en fait des dessins qu'il envoie à un moine entomologiste, ancien professeur de son père, pour identifier les espèces concernées. Ce talent lui sera très utile au cours de sa vie professionnelle pour préciser ses idées par des croquis, des dessins et des schémas.
Sous l'influence de sa famille, il commence des études de droit à l'Université de Salamanque. Mais en 1953, il part étudier la biologie à l'université centrale de Madrid, avec le soutien du moine à qui il adressait ses dessins. Il obtient sa licence en 1959.

### Carrière
Il s'initie à la recherche avec l'écophysiologie végétale, en 1961-1962, alors qu'il travaille sous l'autorité de Georges Lemée au laboratoire de biologie végétale d'Avon, dans la forêt de Fontainebleau. Ses travaux se focalisent sur la question du déficit hydrique affectant certaines espèces végétales. Il travaille par la suite à l'Institut d'édaphologie et de biologie végétale du CSIC, actuel CCMA, où il commence comme boursier et finit responsable de la section d'écophysiologie.
En 1970, il occupe la seconde chaire d'écologie en Espagne après celle de Ramon Margalef, à l'Université de Séville. Il crée le département d'écologie de cette université et découvre les milieux naturels de Doñana, ce qui va influencer son orientation scientifique et forger ses convictions quant à la façon d'interpréter et de protéger les paysages.
En 1976, il est nommé professeur à l'université autonome de Madrid, récemment créée. Il entreprend d'y constituer un Département d’Écologie. Avec l'entrée en vigueur de la réforme universitaire, celui-ci deviendra Département Interuniversitaire d’Écologie, avec un corps enseignant également issu de l'université Complutense de Madrid et, plus tard, de l'université d'Alcalá de Henares. C'est à cette époque que Bernáldez ajoute aux travaux qu'il mène à Doñana des recherches sur la zone forestière du mont du Pardo, au nord de Madrid, et les chênaies de chênes verts, d'un côté, sur les zones humides des bassins du Tage et du Douro de l'autre. Comme professeur, il focalise son enseignement sur l'écologie et la géographie physique, disciplines lui permettant d'utiliser son talent artistique pour la réalisation de graphiques très soignés au profit de ses élèves. Ce talent lui sert également à réaliser les planches du Guide des graminées des prés de Madrid.
Bernáldez poursuit sans interruption son activité à l'UAM, exception faite de l'année 1984 au cours de laquelle il travaille pour le ministère. On lui découvre un cancer, information qu'il ne rendra pas publique. Malgré la maladie, il poursuit ses travaux jusqu'à son décès en 1992.
En 1996 est créée la Fondation Fernando González Bernáldez à l'initiative des départements d'Écologie des universités Complutense, autonome de Madrid et Alcalá. Son objet est de recueillir son legs, de porter son message, de poursuivre et développer son action avec la rigueur scientifique qui le caractérisait, dans ses domaines de prédilection : la recherche en écologie, l'éducation à l'environnement et la protection de la nature.
En hommage à son travail et à ses contributions, la bibliothèque de la Faculté de Sciences de la UAM porte son nom.

## Contributions scientifiques
La production scientifique de Bernáldez a été influencée par son souci de comprendre et interpréter les paysages. Il a été influencé par les écologues soviétiques (il parlait français, anglais, allemand mais également russe), outre les occidentaux. Son travail comprenait l'étude de la végétation comme indicateur des déterminants et des processus qui affectent les paysages, approfondissant la question de l'usage des territoires et de la transformation des paysages. Il a ajouté à ce champ d'étude celle de la perception du paysage et l'éducation à l'environnement, qui peut la modifier. Tout cela devait conduire à la recherche des moyens permettant de conserver les paysages de façon durable et parallèlement soulignait la valeur pour la protection de la nature des paysages modifiés par les activités traditionnelles de l'homme.
Afin de réaliser ses objectifs, Bernáldez s'est entouré de collaborateurs qui travaillaient dans des domaines tels que l'écologie des zones humides, l'écologie des pelouses et des systèmes agraires extensifs, l'écologie humaine en relation avec les sujets précédents, par exemple l'étude de la transhumance, ainsi que d'autres branches de l'écologie humaine comme la perception de l'environnement et, en complément de celle-ci, l'éducation à l'environnement.

## Soutien au mouvement écologiste
Bernáldez s'est distingué par le soutien qu'il a apporté au mouvement écologiste en Espagne. Durant sa carrière scientifique, conscient de l'importance de l'intervention de l'homme dans les processus naturels et de l'éducation à l'environnement, il prend part à des initiatives telles que l'élaboration de recommandations de l'Unesco sur l'environnement. Il parvient aux fonctions de sous-directeur général chargé de l'Environnement, en 1984, renonçant provisoirement à l'enseignement et à la recherche pour s'y consacrer.
Le 5 juin 1988, le ministère des Travaux publics, dont sera issu le ministère de l'Environnement, lui décerne le premier Prix national de l'Environnement en raison de son action pour la défense des valeurs associées à l'environnement.
Le 5 juin 1992, le Prix national de l'Environnement est attribué aux groupes écologistes espagnols, qui décident alors conjointement qu'il soit remis au professeur Bernáldez. En raison de son hospitalisation, il est remis à son épouse, Catherine Levassor.
En 1992, son nom est donné au Centre de Recherche Environnementale de Soto del Real.

## Œuvres
La liste complète des œuvres de Bernáldez peut être consultée sur le site de la Fondation Fernando González Bernáldez (Fundación Fernando González Bernáldez).
Parmi les œuvres les plus importantes, figurent :
- Estudios ecológicos sobre Sierra Morena, Madrid: Ministerio de Agricultura, Servicio de Publicaciones. 80 pp, 1976
- Ecología y paisaje, Madrid: Blume. 250 pp, 1981
- Invitación a la ecología humana. La adaptación afectiva al entorno, Madrid: Tecnos. 159 pp, 1985
- Los paisajes del agua. Terminología popular de los humedales, Madrid: J.M. Reyero. 257 pp, 1992
- Gramíneas pratenses de Madrid. 2ª edición revisada, Madrid: Consejería de Medio Ambiente y Desarrollo Regional. 287 pp, 1997